# Clarence 'Pinetop' Smith
Clarence 'Pinetop' Smith (Troy (Alabama), 11 juni 1904 - Chicago, 15 maart 1929) was een invloedrijke Amerikaanse jazz- en bluespianist die speelde in een boogiewoogiestijl.
Smith groeide op in Birmingham, Alabama. Hij kreeg zijn bijnaam, omdat hij graag in bomen klom. Hij speelde op huisfeesten en verhuisde in 1920 naar Pittsburgh, Pennsylvania, waar hij als entertainer ging werken. Hij was actief in het vaudeville-circuit als zanger, komediant en pianist en begeleidde blueszangeres Ma Rainey en Butterbeans and Susie. Op aanraden van pianist Cow Cow Davenport verhuisde hij in 1928 met vrouw en kind naar Chicago, waar hij kort woonde in hetzelfde huis als Meade Lux Lewis en Albert Ammons. Met deze mannen speelde hij af en toe in nachtelijke jamsessies. 
Op 29 december 1928 nam hij voor Vocalion 'Pine Top's Boogie Woogie' op, een van de eerste boogiewoogiehits en de eerste plaat waarop de term 'boogie-woogie' werd genoemd. Het thema voor het nummer had hij te danken aan een song van Jimmy Blythe.
Hij maakte in januari nog een paar opnamen en zou in maart 1929 opnieuw in de studio moeten verschijnen, maar werd de dag voor de sessie tijdens een gevecht in een dancehall geraakt door een verdwaalde kogel. Down Beat berichtte in een befaamde kop: "I saw Pinetop spit blood". 

## Invloed
Van Pinetop zijn slechts elf opnames overgeleverd, maar Clarence Smith had grote invloed op andere musici, zoals Albert Ammons en Pete Johnson. Tommy Dorsey nam eind jaren dertig 'Pine Top's Boogie Woogie op'. In de jaren vijftig nam Joe Willie Perkins, later pianist van Muddy Waters, het nummer eveneens op en met succes: hij werd daarna bekend als Pinetop Perkins en op een gegeven moment dacht iedereen dat dit nummer door hém was geschreven. Bob Thiele noemde een jazz-album met zijn orkest 'I saw Pinetop spit blood'. De lp bevatte tevens een bewerking van Smiths befaamde nummer.
- Bibsys: 3008000
- Biblioteca Nacional de España: XX923164
- Bibliothèque nationale de France: cb138998784 (data)
- Gemeinsame Normdatei: 1046665782
- International Standard Name Identifier: 0000 0000 6303 8162
- Library of Congress Control Number: n81139254
- MusicBrainz: c205f484-aa74-4aae-8558-33499e688185
- Istituto Centrale per il Catalogo Unico: DDSV006371
- SNAC: w6z90603
- Système universitaire de documentation: 196798884
- Virtual International Authority File: 37103472
- WorldCat: E39PBJdcykb3ghH77vxqWpjBfq